# Zuid-Duits voetbalkampioenschap 1908/09

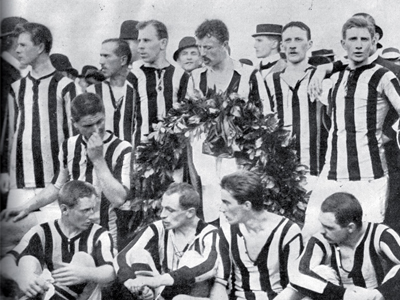
Team van Phönix Karlsruhe in 1909

In 1908/09 werd het elfde voetbalkampioenschap gespeeld dat georganiseerd werd door de Zuid-Duitse voetbalbond. Phönix Karlsruhe werd kampioen en plaatste zich voor de eindronde om de Duitse landstitel.
De club versloeg FC München-Gladbach met 5-0 en SC Erfurt met 9-0 en plaatste zich voor de finale tegen BTuFC Viktoria 1889. Phönix won met 4-2 en kroonde zich tot landskampioen.

## Südkreis
De clubs uit Mannheim gingen volgend seizoen in de Westkreis spelen.
| Plaats | Club                        | Wed. | W  | G | V  | Saldo | Ptn.  |
| ------ | --------------------------- | ---- | -- | - | -- | ----- | ----- |
| 1.     | Karlsruher FC Phönix        | 18   | 12 | 4 | 2  | 60:22 | 28:8  |
| 2.     | FC Stuttgarter Cickers      | 18   | 12 | 3 | 3  | 61:21 | 27:9  |
| 3.     | 1. FC Pforzheim             | 18   | 10 | 5 | 3  | 59:31 | 25:11 |
| 4.     | Karlsruher FV               | 18   | 10 | 2 | 6  | 51:28 | 22:14 |
| 5.     | Mannheimer FC Viktoria 1897 | 18   | 8  | 3 | 7  | 44:60 | 19:17 |
| 6.     | Alemannia Karlsruhe         | 18   | 8  | 2 | 8  | 33:40 | 18:18 |
| 7.     | Sportfreunde Stuttgart      | 18   | 5  | 6 | 7  | 30:38 | 16:20 |
| 8.     | Freiburger FC               | 18   | 5  | 3 | 10 | 32:55 | 13:23 |
| 9.     | Mannheimer VfB Union        | 18   | 4  | 2 | 12 | 27:68 | 10:26 |
| 10.    | Mannheimer FG 1896          | 18   | 0  | 2 | 16 | 21:55 | 2:34  |

|  | Geplaatst voor de eindronde |

## Eindronde
| Plaats | Club                   | Wed. | W | G | V | Saldo | Ptn  |
| ------ | ---------------------- | ---- | - | - | - | ----- | ---- |
| 1.     | Karlsruher FC Phönix   | 6    | 5 | 0 | 1 | 37:7  | 10:2 |
| 2.     | 1. FC Nürnberg         | 6    | 4 | 0 | 2 | 23:15 | 8:4  |
| 3.     | 1. FC Hanauer 93       | 6    | 2 | 1 | 3 | 12:23 | 5:7  |
| 4.     | FV 1900 Kaiserslautern | 6    | 0 | 1 | 5 | 9:36  | 1:11 |

|  | Kampioen, geplaatst voor nationale eindronde |